# 法夸爾森冰原島峰

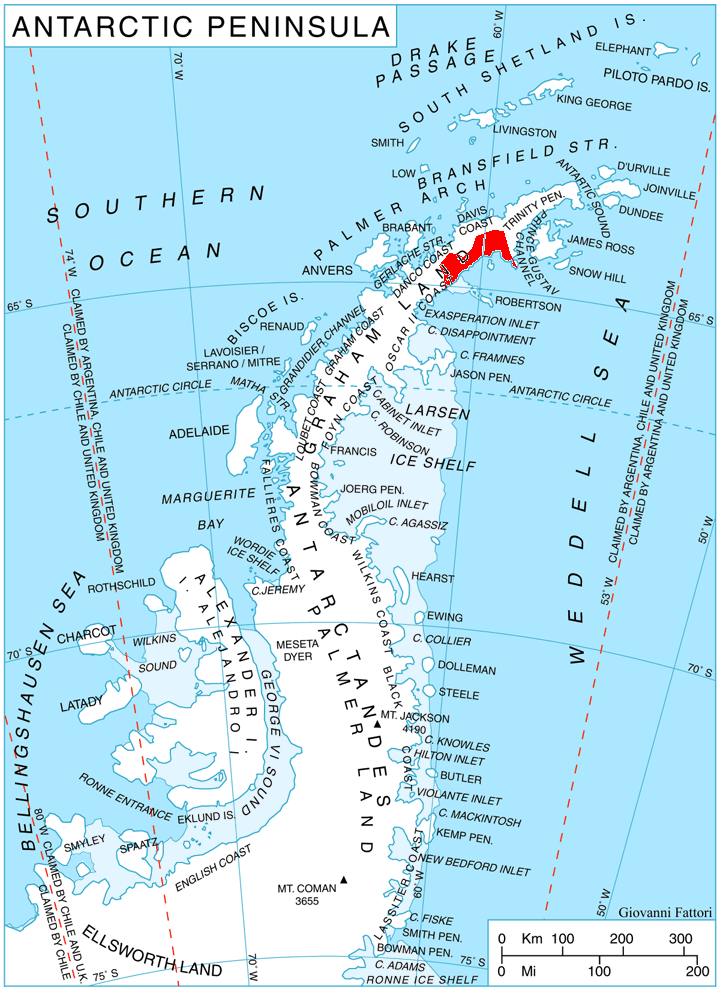

64°30′S 59°42′W / 64.500°S 59.700°W
法夸爾森冰原島峰（英語：Farquharson Nunatak），是南極洲的冰原島峰，位於葛拉漢地的努登舍爾德海岸，處於隆巴德山西北面2.4公里，西面是蒙德拉加灣，現時由南極條約體系管理。